# میشل داکری
میشل سوزان داکری (به انگلیسی: Michelle Suzanne Dockery) (زاده ۱۵ دسامبر ۱۹۸۱) بازیگر و خواننده انگلیسی است.
از فیلم‌های معروف او می‌توان به بازی در فیلم‌های بدون توقف، آنا کارنینا، آقایان، انگشتر و همچنین بازی در سریال هایی چون دانتون ابی و دفاع از جیکوب اشاره کرد.
او حرفهٔ بازیگری خود را از سال ۲۰۰۴ آغاز کرد و به سرعت به شهرت رسید. اما از قبل در تئاتر نیز ایفای نقش کرده بود.

## حاشیه‌ها
این بازیگر که در سریال «دانتون ابی» در نقش لیدی ماری بازی کرده و در این سریال همسرش متیو (جان دینن) را از دست داد، در زندگی واقعی نیز نامزد ۳۴ساله‌اش را از دست داد.
نامزد لیدی ماری، به نام جان دینن مدیر روابط عمومی بود و در بیمارستانی واقع در شهر «کورک» ایرلند درگذشت.
داکری با دینن در سال ۲۰۱۳ آشنا شده بود و آنها را آلن لیچ (تام برانسون) به یکدیگر معرفی کرده بود.

## آثار

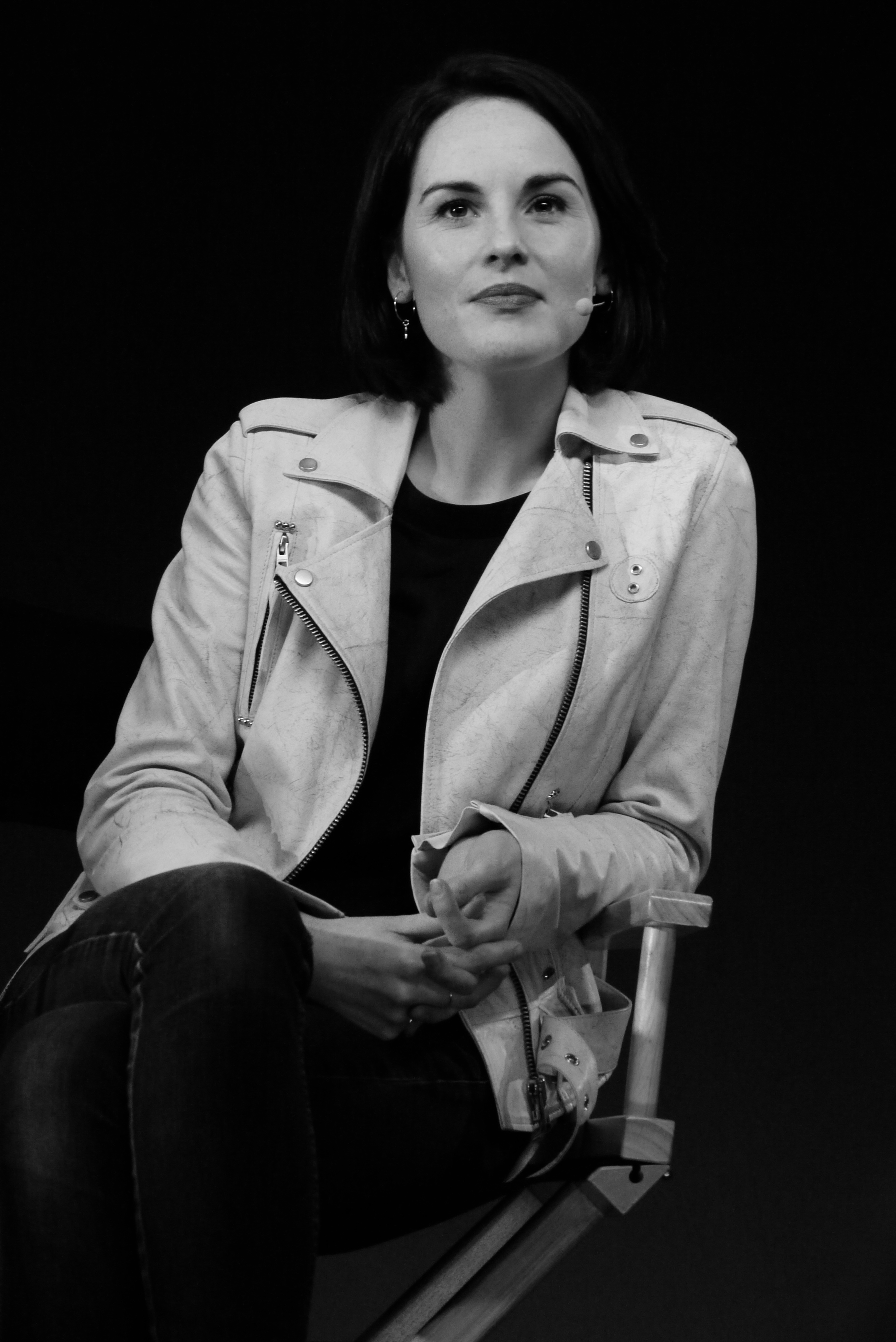
داکری در رویداد دانتون ابی

### سینما
| فیلم              | سال تولید | نقش         |
| ----------------- | --------- | ----------- |
| هانا              | ۲۰۱۱      | فالس ماریسا |
| آنا کارنینا       | ۲۰۱۲      |             |
| بدون توقف         | ۲۰۱۴      |             |
| بیخود از خود      | ۲۰۱۵      |             |
| حس یک پایان       | ۲۰۱۷      |             |
| دانتون ابی        | ۲۰۱۹      |             |
| آقایان            | ۲۰۱۹      |             |
| پسر جهان را می‌کشد | ۲۰۲۳      |             |
| خطر پرواز         | ۲۰۲۵      |             |